# Bankowci
Bankowci (bułg. Банковци) – wieś w Bułgarii, w obwodzie Gabrowo, w gminie Gabrowo. Według Ujednoliconego Systemu Ewidencji Ludności oraz Usług Administracyjnych dla Ludności, 15 marca 2016 miejscowość liczyła 15 mieszkańców.